# Истински финландци
Истински финландци (на фински: Perussuomalaiset) e националистическа политическа партия във Финландия, основана през 1995 г.
Характерно за Истинските финландци е изявеният евроскептицизъм, както и комбинацията между икономически виждания ляво-център със строги консервативни социални принципи. Много анализатори я определят като крайнодясна партия.

## История
Лидер на партията е Тимо Сойни. Той се обявява за реконструкция на ЕС към първоначалната му форма на икономически съюз, без еврозона.
От партията се обявяват за ограничаване на емиграцията във Финландия, по-голяма независимост от законодателните решения на ЕС, спиране на помощта за фалиралите европейски държави, все повече инвестиции в инфраструктура и индустрия, връщане към традиционните финландски ценности.
Финландия е двуезична държава (официалните езици са фински и шведски), но за „Истински финландци“ шведското малцинство е нещо чуждо за националната култура. Според социологическите проучвания, повечето финландци споделят същото мнение и искат да се прекрати задължителното преподаване на шведски в училищата.
На парламентарните избори през 2011 г. партията печели 19,1% от гласовете (спрямо 4,1% на изборите през 2007 г.) и е 3-та политическа сила, само на 1,4% от първата „Национална коалиционна партия“, която взема 20,4% от гласовете. На президентските избори през януари 2012 г. лидерът на партията Тимо Сойни получава 9,4% от гласовете и остава четвърти на първия тур. На парламентарните избори през 2015 г. партията е втора с 18% от гласовете и 38 от 200 места.